# Joachim Kirst

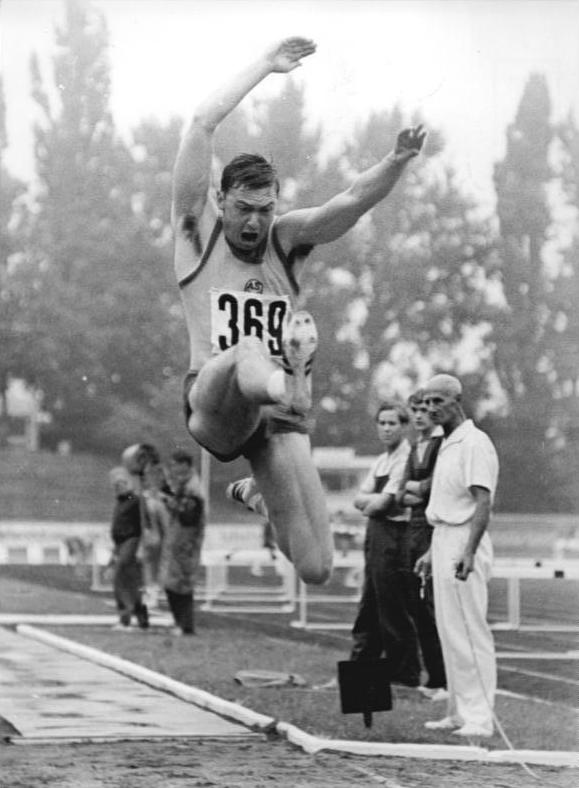
Kirst 1968 bei den DDR-Meisterschaften in Erfurt

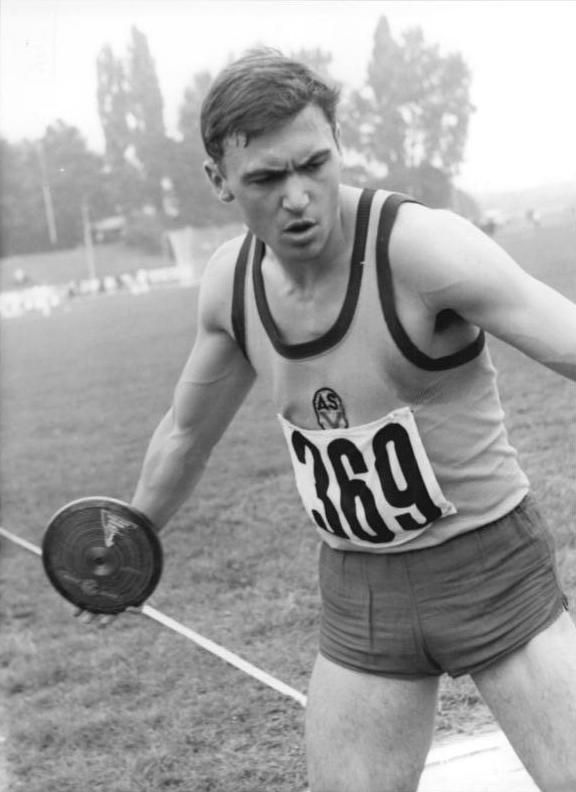
Joachim Kirst beim Diskuswurf

Joachim Kirst (* 21. Mai 1947 in Neunhofen, Neustadt an der Orla) ist ein ehemaliger deutscher Leichtathlet und Olympiateilnehmer, der – für die DDR startend – in den 1960er und 1970er Jahren als Zehnkämpfer erfolgreich war. Höhepunkt seiner Laufbahn waren zwei Europameisterschafts-Siege, 1969 und 1971.
1970 erhielt er den Vaterländischen Verdienstorden in Bronze und 1971 in Silber.

## Einsätze bei internationalen Höhepunkten im Einzelnen
- 1966, Europäische Juniorenspiele: Platz 3 (6845 Punkte = 6612 Punkte nach der Tabelle von 1985: 11,1 s – 7,01 m – 13,66 m – 1,95 m – 51,5 s – 17,2 s – 38,80 m – 3,70 m – 50,13 m – 5:18,4 min)
- 1968, Olympische Spiele: Platz 5 (7861 Punkte = 7791 Punkte nach der Tabelle von 1985: 10,5 s – 7,61 m – 16,43 m – 1,98 m – 50,2 s – 15,6 s – 46,89 m – 4,15 m – 57,02 m – 5:20,1 min)
- 1969, Europameisterschaften: Platz 1 (8041 Punkte = 7910 Punkte nach der Tabelle von 1985: 10,8 s – 7,62 m – 16,28 m – 2,13 m – 47,9 s – 15,9 s – 44,70 m – 4,10 m – 57,60 m – 4:58,7 min)
- 1971, Europameisterschaften: Platz 1 (8196 Punkte = 8180 Punkte nach der Tabelle von 1985: 11,02 s – 7,68 m – 16,59 m – 2,13 m – 49,0 s – 16,12 s – 47,21 m – 4,20 m – 65,51 m – 4:44,7 min)
- 1972, Olympische Spiele: Nach der fünften Disziplin noch in Führung liegend, beendete er den 110-Meter-Hürdenlauf nach einem Sturz nach der zweiten Hürde nicht und gab verletzt auf.

Joachim Kirst gehörte dem ASK Potsdam an. In seiner Wettkampfzeit war er 1,90 m groß und wog 93 kg.